# Lasianthus constrictus
Lasianthus constrictus är en måreväxtart som beskrevs av Robert Wight. Lasianthus constrictus ingår i släktet Lasianthus och familjen måreväxter.

## Underarter
Arten delas in i följande underarter:
- L. c. constrictus
- L. c. latifolius